# Grayback (U-Boot, 1958)
Die Grayback, auch USS Grayback (Kennung: SS-574/SSG-574/APSS-574/LPSS-574), war ein U-Boot mit Marschflugkörpern und Typschiff der gleichnamigen Klasse der United States Navy, das von 1958 bis 1984 in Dienst stand.

## Geschichte

### Bau
Die Grayback wurde 1951 in Auftrag gegeben und 1954 bei Mare Island Naval Shipyard auf Kiel gelegt. Zu diesem Zeitpunkt war sie noch als Jagd-U-Boot konzipiert. Erst 1956 entschied die US Navy, die Grayback mit Marschflugkörpern des Typs SSM-N-8A Regulus auszurüsten. Dafür wurde der Bugbereich um rund 15 Meter verlängert, um dort die Hangars für die Flugkörper unterzubringen. 1957 lief das Schiff vom Stapel, Taufpatin war Mrs. John A. Moore, die Witwe des letzten Kommandanten der USS Grayback, die im Zweiten Weltkrieg von japanischen Kriegsschiffen versenkt wurde. 1958 wurde das Boot in Dienst gestellt.

### Als Marschflugkörper-U-Boot
Im Anschluss führte sie Erprobungsfahrten vor der Westküste durch, während denen sie den einzigen Start einer Regulus II von Bord eines U-Bootes durchführte, bevor das Programm zum Bau des Marschflugkörpers beendet wurde; stattdessen entwickelte die US Navy die UGM-27 Polaris mit weit größerer Reichweite. Ende 1958 erreichte Grayback ihren Heimathafen Pearl Harbor auf Hawaii, kehrte aber nach kurzer Zeit zu einer ersten Überholung nach Mare Island zurück. 1959 führte sie die erste von neun Abschreckungspatrouillen im Pazifik durch.
Am 27. August 1963 schnorchelte die Grayback, um ihre Batterien aufzuladen, und rollte dabei in schwerer See. Ein Kurzschluss im Leistungsschalter der hinteren Batterien erzeugte ein Feuer, in dem ein Seemann umkam. Das Boot konnte unter eigener Kraft nach Pearl Harbor zurückkehren und wurde dort repariert.
1964 wurde die Grayback außer Dienst gestellt, da die Polaris-Boote der Klassen George Washington, Ethan Allen und Lafayette ihre Aufgabe übernahmen. Sie wurde aber in der Reserveflotte eingemottet.

### Als Transport-U-Boot
1967 wurde die Grayback aus der Reserve geholt und in Mare Island umgebaut, um fortan Spezialeinheiten wie SEALs in den ehemaligen Regulus-Hangars zu transportieren. Während des Umbaus war sie als APSS, also Hilfs-Transport-U-Boot klassifiziert, nach der Indienststellung als LPSS, also speziell für die amphibische Kriegsführung. Der Umbau kostete rund 30 Millionen US-Dollar, doppelt so viel wie veranschlagt.

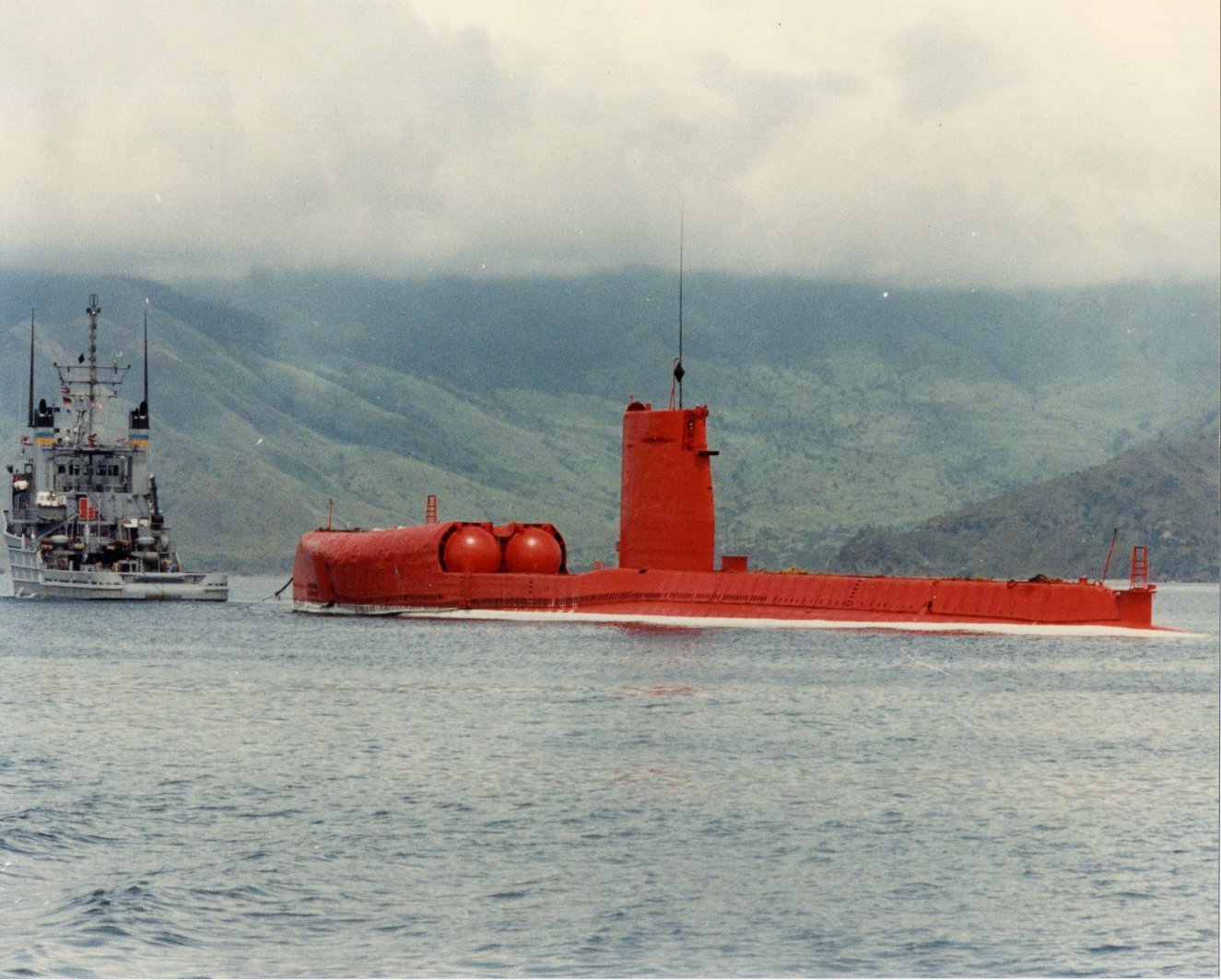
USS Grayback (SS-574) als Zielschiff

Als solches blieb die Grayback bis 1984 in Dienst, 1975 wurde sie als einfaches Jagd-U-Boot als SS-574 klassifiziert. 1986 wurde die Grayback als Zielschiff in den Gewässern nahe der United States Naval Base Subic Bay versenkt.